# Kościół św. Jadwigi Królowej w Kutnie
Kościół świętej Jadwigi Królowej w Kutnie – rzymskokatolicki kościół parafialny należący do parafii pod tym samym wezwaniem (dekanat Kutno – św. Wawrzyńca diecezji łowickiej).
Wykopy pod kościół zostały rozpoczęte wiosną 1997 roku. W dniu 22 grudnia 2002 roku biskup łowicki Alojzy Orszulik wmurował kamień węgielny z grobowca św. Jadwigi Królowej na Wawelu, poświęcony 8 czerwca 1997 roku na krakowskich Błoniach przez św. Jana Pawła II. 14 czerwca 2015 roku biskup łowicki Andrzej Dziuba konsekrował świątynię.
Jest to świątynia murowana wzniesiona z czerwonej cegły według projektu architektonicznego wykonanego przez inżyniera Aleksego Dworczaka i konstrukcyjnego wykonanego przez Janusza Freya. W centralnym miejscu na ścianie ołtarzowej znajduje się wizerunek Jezusa Miłosiernego, namalowany przez Halinę Kamińską. W prawym ołtarzu bocznym jest umieszczony obraz św. Jadwigi Królowej, patronki świątyni i parafii. Po przeciwnej stronie jest usytuowana wnęka mieszcząca obrazy Najświętszego Serca Pana Jezusa, Matki Bożej Nieustającej Pomocy i św. Faustyny oraz figurę św. Maksymiliana Marii Kolbego. Z kolei po lewej stronie świątyni jest umieszczona kaplica Matki Bożej.